# Fuga de Segovia

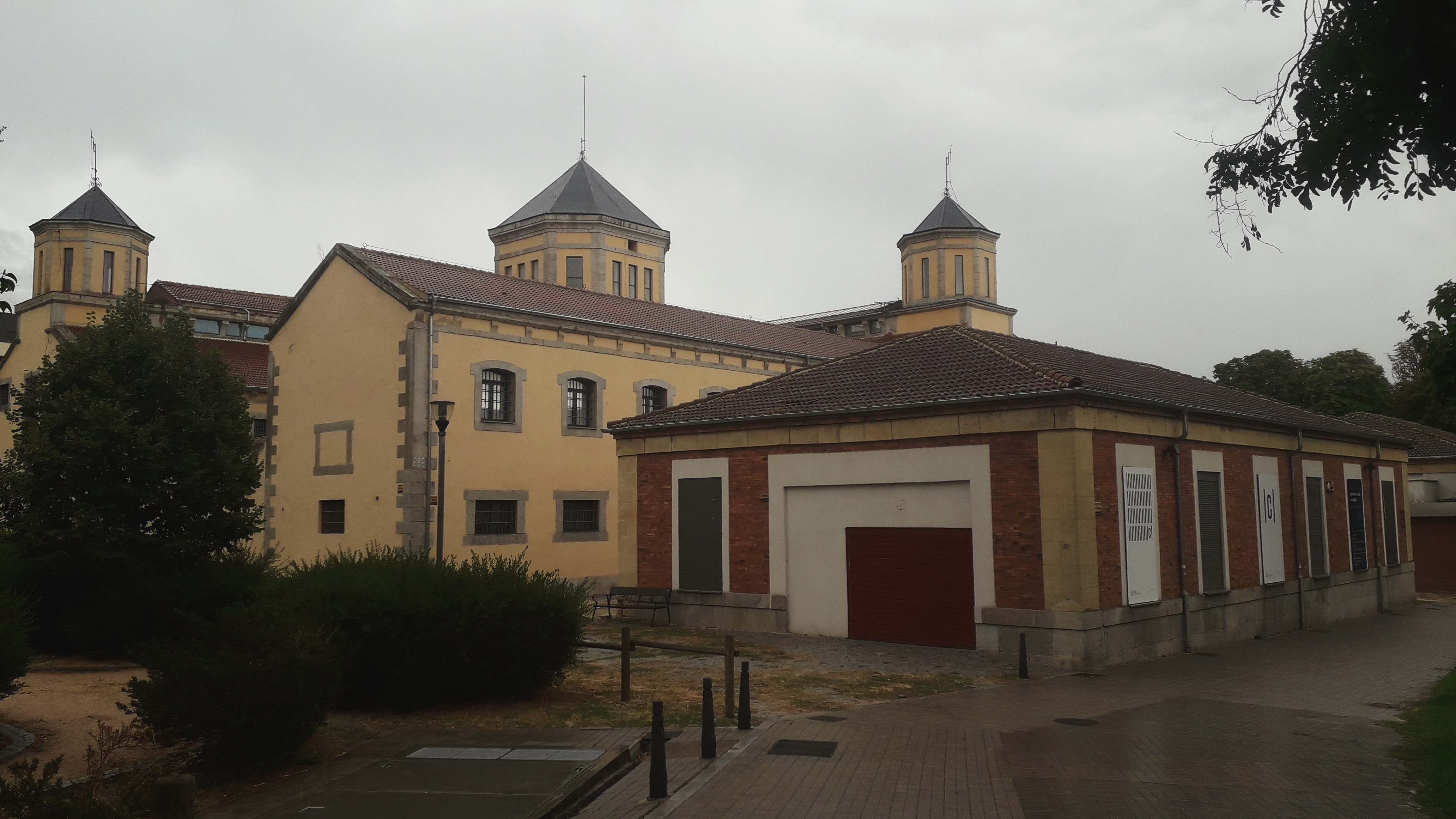
Antigua cárcel de Segovia donde tuvo lugar la fuga

La fuga de Segovia es como se conoce a la huida de la cárcel de Segovia el 5 de abril de 1976 de 29 presos (24 militantes de ETA y cinco catalanes del FRAP, FAC, MIL y PCE) por el colector de aguas fecales después de haber cavado un túnel durante seis meses, y que acabó con el arresto de 24 de los fugados, la muerte en un encuentro con la Guardia Civil en Burguete (Navarra) de Oriol Solé Sugranyes y la huida a Francia de cuatro de ellos.

## Planificación
Ya en 1975 habían planificado la fuga, pero los planos y las fotografías del alcantarillado del penal de Segovia que habían conseguido los presos cayeron en manos de la policía gracias a la ayuda del infiltrado Mikel Lejarza. Unos meses antes de la fuga, aprovecharon que los lavabos tenían doble pared con el fin de excavar el túnel, disimulado con una tapa hecha de baldosas. El túnel daba al sistema de alcantarillado de Segovia, que tras recorrer unos 800 metros les llevaba a una zona industrial, donde contactaron con un comando exterior, organizado por Miren Amilibia.
La planificación la llevaron a cabo principalmente los presos de ETA, que estaban más organizados. Los otros llevaron a cabo tareas de recogida de información. Entre los presos fugados estaban Josep Lluís Pons Llovet y Oriol Solé Sugranyes (MIL), Ramón Llorca y López y Carles García Solé (FAC), Federico Sánchez Juliach (PCE (i)), Iñaki García (LCR), Bittor Arana, Bixente Serrano Izko, Iñaki Garmendia Otamendi, José Ángel Urtiaga Martínez, Ángel Amigo Quincoces, Iñaki Peru Orbeta Berriatua, Mikel Laskurain, Koldo Aizpurua Berasategi (encargado de excavar el túnel), Imanol Gaztelumendi Zabaleta, Josu Ibargutxi, Jesús María Muñoa Galarraga, Mikel Unanue Lobato, José María Yarza Echenique, Ramón Aurteneche Marcos, Joseba Begultistain Aranzasti, Ignacio Garosa Arambarri, Carmelo Garitaonandia Garnacho, Enrique Gesalaga Larreta, Manuel Isasa Iturrioz, Iñaki Iturbi Totorica, Fernando Izaguirre Izaguirre, Francisco Jaca Aranalde, Luis Armando Zabalo Bilbao y Juan María Zubimendi Imaz (ETA). Luis Lucio Lobato (PCE) fue invitado a participar, pero declinó, intuyendo (correctamente) que estaba cercana su puesta en libertad.

## La huida
Escondidos en el tráiler de un camión que cargaba madera, viajaron desde allí hasta Espinal (Erro), pueblo navarro cercano a la frontera, donde se escondieron en una borda a la espera de un mugalari (contacto que les conduciría montaña a través hasta Francia). Pero alguien se equivocó al dar la contraseña y el guía no se presentó. Los evadidos se pusieron nerviosos y decidieron adentrarse en el bosque en plena noche y, sin ayuda, la densa niebla los traicionó. Al mismo tiempo, el hecho de que eran un grupo numeroso en un camino de contrabandistas les impedía pasar desapercibidos. Fueron interceptados por una patrulla de la Guardia Civil, comenzando un tiroteo tras el cual el grupo se dispersó en pequeñas partidas. En las 24 horas posteriores, Oriol Solé Sugranyes murió en un tiroteo en el bosque de Sorogain y el grupo de 21 que iba con él decidió entregarse. Los días 7 y 8 de abril tres miembros de ETA fueron detenidos en Aoiz y en Itoiz. Los cuatro que quedaban (Carles García Solé, Mikel Laskurain, Koldo Aizpurua y Jesús María Muñoa) se escondieron en una casa en Espinal hasta que pudieron pasar la frontera. Una vez en Francia, fueron confinados por el Gobierno francés en la isla de Yeu, de la que también escaparon, hasta que se decretó la amnistía de 1977 y pudieron volver.

## Repercusión
La fuga tuvo cierta repercusión internacional; así, Le Monde la publicó en primera página con el título de «La Grande Évasion». A pesar de la caída de la gran mayoría de los fugados, fue un duro golpe para la credibilidad del sistema represivo tras la muerte de Franco.

## La película
En 1981 Imanol Uribe rodó el filme La fuga de Segovia con ayuda de algunos de los que participaron, como Ángel Amigo. Últimamente ha sido protagonista de uno de los capítulos de la serie documental Días de Transición emitido por TV3.